# František Kameníček
František Kameníček (* 7. Dezember 1856 in Chvalkovice; † 23. März 1930 in Prag) war ein tschechischer Historiker.

## Leben
1877 absolvierte Kamenicek das slawische Gymnasium in Brünn und studierte anschließend Geschichte und Heimatkunde an der Karls-Universität Prag. 1883 ernannte man ihn zum Doktor der Philosophie. Bereits zwei Jahre später begann er als Dozent an dem Frauenlehrinstitut für Pädagogik. 1882 wechselte er zur tschechischen Realschule in Prag und ein Jahr später an das 1. kuk slawische Gymnasium in Brünn, dessen Direktor er dann vom 3. Februar 1907 bis 1923 wurde. 1900 erhielt er eine Professur der österreichischen Geschichte an der Tschechischen Technischen Hochschule, seit 1917 wurde er zum ordentlichen Professor der tschechischen Geschichte und Kulturgeschichte ernannt. 1910 wählte man ihm zum außerordentlichen Mitglied der Tschechischen Akademie der Wissenschaften. Seinen Lebensabend verbrachte er in Prag, wo er auch in einigen humanistischen Vereinen tätig war.
Kamenicek war Mitglied in der Gelehrtengesellschaft der Tschechischen Akademie, des Tschechischen Königlichen Instituts der Wissenschaften, Vorsitzender des mährischen Museumsvereins, Mitglied des Landesschulbeirats und seit 1911 Vorsitzender der Matice moravská. Sein Verdienst war die Errichtung einer Kommission für die Erstellung eines Verzeichnisses der Kunstdenkmäler und historischen Denkmäler in Mähren von der ältesten Geschichte bis zur Neuzeit.

## Werke
Kamenicek schrieb regelmäßig für die Zeitschrift des Vereins Matice moravská und war Redakteur der Zeitschrift Vlastivěda moravská (Heimatgeschichte Mährens).
- Paměti a listář Dra Aloise Pražáka 1926